# Tejmuraz Kakulija
Tejmuraz Iraklievič Kakulija, accreditato come Teimuraz Kakulia dalla ATP (in russo Теймура́з Ираклиевич Каку́лия?; Tbilisi, 26 aprile 1947 – Tbilisi, 25 agosto 2006), è stato un tennista sovietico.

## Carriera
Nei tornei del Grande Slam ha ottenuto il suo miglior risultato raggiungendo le semifinali di doppio agli Australian Open nel 1973, in coppia con il connazionale Aleksandre Met'reveli.
In Coppa Davis ha giocato un totale di 31 partite, collezionando 17 vittorie e 14 sconfitte.